# Johannes Wohlgenannt Zincke
Johannes Wohlgenannt Zincke (* 11. Juli 1959 in Ludesch, Vorarlberg) ist ein österreichischer Komponist, Musiker und Veranstalter.

## Leben
Sein Vater, ein Landarzt, entstammte einer Dornbirner Bauern- und Textilarbeiterfamilie. Der Onkel seines Vaters, Otto Wohlgenannt, war eines der ersten Opfer der NS-Zeit in Dornbirn. Nachdem dieser sich kritisch zum Überfall auf Polen geäußert hatte, wurde er angezeigt, verhaftet und schließlich wegen Wehrkraftzersetzung 1942 im Konzentrationslager Flossenbürg hingerichtet. Die Mutter, älteste Tochter einer Arztfamilie, war eine Urenkelin des Bregenzerwälder Bauern und Dichters Franz Michel Felder, der von 1839 bis 1869 in Schoppernau neben seiner Karriere als Schriftsteller auch als Sozialreformer große Wirkung entfaltete. Franz Michel Willam (* 1894 in Schoppernau/Österreich; † 1981 in Andelsbuch/Österreich) war sein Großonkel.
Nach seiner Schulausbildung begann er zuerst an der Universität Innsbruck und der Universität Wien Medizin zu studieren, wechselte aber schließlich zu musikalischen Studienfächern. Er studierte IGP am Landeskonservatorium Feldkirch am Landeskonservatorium Innsbruck und an der Musikuniversität Wien sowie Musikwissenschaft an der Universität Wien. Klavier bei Géza Hegyi in Innsbruck und bei Hans Udo Kreuels in Feldkirch, Komposition bei Herbert Willi in Feldkirch und Harmonik bei Werner Schulze in Wien.
1982 heiratete er Roswitha Zincke. Aus der Verbindung gingen drei Kinder hervor. 1982 bis 1996 verbrachten sie in Wien, 1986 bis 1995 in Vorarlberg, ab 1995 bis heute in Groß Gerungs im Waldviertel und Wien.
Seit 2000 organisiert er jährlich die Veranstaltungsreihe recreate, zunächst in seinem Heimatort, ab 2010 in Weitra.

## Veranstalter
War Initiator und Leiter folgender Veranstaltungen:
- 1983: Fest der Region in Ludesch/Region Walgau
- 1989: Kult.Hir.bscht mit Jeunesse Dornbirn
- 1998 und 2000: Oase Gerungs Spirituell-künstlerisch motiviertes Internationales Jugendcamp in Groß Gerungs
- 2000 bis 2010 jährlich recreate st. margareta in Groß Gerungs/Waldviertel, ab 2011, 2012, 2014 und 2015 recreate.® in Weitra recreate.

## Werke (Auswahl)
- Musik Leben Wien Konzeptkomposition unbegrenzter Dauer (1986)
- Musik zum Begegnungsritual Für Viola, Blockflöte, Xylophon, Kontrabass (1983)
- Trauer für Klavier (1986)
- Blau Für Sopran und 3 Violinen. (1987)
- Motions 1 für Klavier (1990) UA St. Gerold/Vorarlberg 1990
- Motions 2 für Klavier (1990) UA St. Gerold/Vorarlberg 1990
- Motions 3 für Tuba und Kontrabass (1999) UA Saumarkt Feldkirch
- Motions 4 für Klaviertrio (2002) UA Dresden 2002
- Motions 5 für Cello Solo (1993) UA Landeskonservatorium Feldkirch 1996
- Motions 6 für Blockflöte Solo (1994) ORF-Studio Dornbirn
- Motions 7 für Schlagzeug (1994) UA Rathaussaal Groß Gerungs
- Motions 8 für Forellenquintett-Besetzung (1995) UA Rathaussaal Groß Gerungs
- Motions 9 Libanon 12. Juli bis 14. August 2006 für Kammerorchester und Klavier, 2. Fassung (2006) UA ORF Dornbirn Symphonieorchester Vorarlberg 2014
- Motions 10 für Orchester (1997)
- Motions 11 für Basstrompete Solo (2003) UA Rathaussaal Groß Gerungs
- Motions 12 für Violine solo (2003) UA Brünn
- Motions 13 für Viola Solo (2003) UA Alte Schmiede, Wien
- Motions 14 für Klavier 1. Fassung (2004) UA ORF-Studio Dornbirn
- Motions 14 für Klavier 2. Fassung (2005) UA Rathaussaal Groß Gerungs
- Motions 15 für Streichquartett
- Motions 16 Tinemine für Klaviertrio (2010) 2. Fassung UA Rathaussaal Weitra 2014
- Motions 17 für zwei Klavier (2011)
- Motions 18 Eva für Kammerorchester (2014) UA Rathaussaal Weitra 2014
- Motions 19 für Orchester und eine im öffentlichen Leben tätigen Persönlichkeit, die einen Vortrag zum Thema hält, das Anlass der Aufführung ist. (2015)
- Youngsters Für Klavier 11 Klavierstücke (1993) UA ORF-Studio Dornbirn 1996
- You Für Klavier und Streichtrio (2013, noch in Arbeit)
- In Madinas Festmusik für Blasorchester (2004)
- No pictures please 15 Lieder nach eigenen Texten mit Klavierbegleitung. (1990–1994)
- tagwerk Filmmusik für den gleichnamigen Film von Jakob Brossmann.
- Leahs Wandlung in 14 Szenen m20 (2015) UA Südbahnhotel Semmering im Rahmen des Kultursommers Semmering 2021

## Diskografie
- CD Ich kämpfe 9 Lieder aus „No pictures please“ und „Musik zum Begegnungsritual“. (1994)
- CD Motions, Motions 1,2,3,5,6,7. (2003)
- CD Zart Auswahl von Live-Aufnahmen, Motions 8 / 1 und 2; Motions 4 / 1 und 2. (2003) erschienen bei recreate music
- CD November CD-Produktion der Youngsters, Trauer und Motions 7 / 3. Satz. (2003) erschienen bei recreate music
- CD Canto Ostinato Wien 2008 Live-Konzert Simeon ten Holt mit Johannes Wohlgenannt Zincke und Stefan Eder erschienen bei recreate music
- CD recreate. 2014 Live-Aufnahmen der Werke m13, m16 tinemine, m18-Eva, Trauer und Himmelblau, erschienen  bei MAGAO Records.